# Panthera toscana
El león toscano o jaguar toscano (Panthera toscana) fue un félido prehistórico del Villafranquiense (Pleistoceno inferior) en Italia. Aunque inicialmente se nombró como una especie aparte, hoy se considera a Panthera toscana como una forma primitiva del jaguar europeo (Panthera gombaszoegensis).

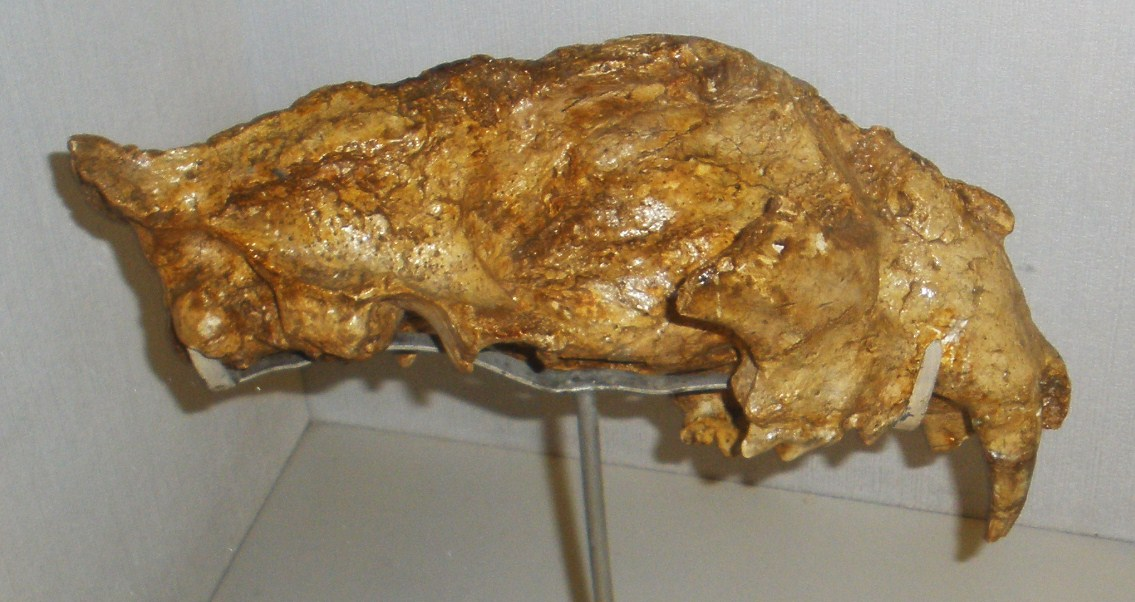
Cráneo en vista lateral